# 마르셀 아샤르

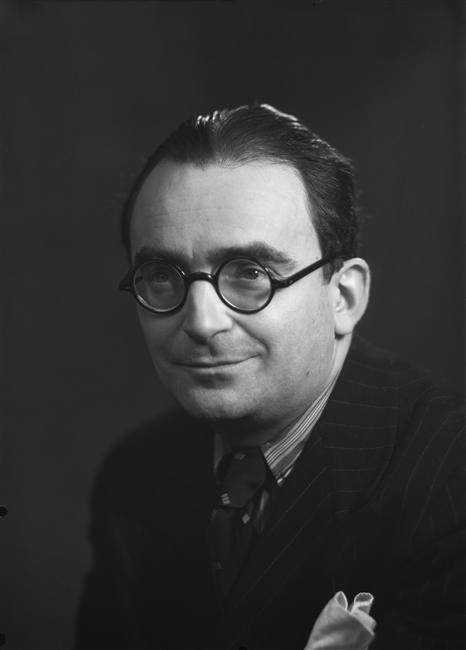

마르셀 아샤르(Marcel Achard, 1899년 7월 5일 ~ 1974년 9월 4일)는 프랑스의 극작가다.
남프랑스 리옹 근교에서 태어났다. 소년시대부터 연극을 동경하여 15세 때 학교극으로 소극(笑劇)을 써서 상연한 일도 있었다. 그 후에 파리로 올라와 뷰 콜롱비에 극장의 프롬프터와 신문기자 등 여러 직업을 전전한 후에, 뤼네포의 인정을 받아 단막물의 처녀작 <미사는 말하였다>가 1923년에 상연되어 극작의 길로 들어섰다. 같은 해 뒤랭에 의해 채택된 <나하고 놀지 않으렵니까>가 성공하였고, 주베가 연출한 <마르블은 전쟁으로>를 비롯하여 <달님 장> <해적> 등이 차례로 히트하였고, 후기의 대표작으로는 <감자>(1957), <어리석은 여인>(1960) 등이 있다. 그 작풍(作風)은 황당무계한 소극(笑劇)으로부터 섬세한 풍속심리학에까지 이르고 있으며, 격조높은 불바르극으로서 20세기에 있어서 가장 프랑스적인 작품을 남기고 있다.
영어권에서 가장 잘 알려진 작품으로는 1964년 블레이크 에드워즈 감독의 오리지널 <핑크 팬더> 시리즈의 두 번째 이야기로 각색되어 영화화된 <어둠 속의 총성이>라는 작품이 있다.